# (464581) 2016 CD81
(464581) 2016 CD81 es un asteroide perteneciente al cinturón de asteroides, descubierto el 20 de febrero de 2006 por el equipo Spacewatch desde el Observatorio Nacional de Kitt Peak (Arizona, Estados Unidos).